# Raffaele Caruso
Raffaele Caruso (Palermo, 4 maggio 1841 – Comiso, 23 maggio 1923) è stato un imprenditore e politico italiano.

## Carriera politica
Laureato in giurisprudenza presso l'università di Catania, fin dal 1867 si dedicò principalmente alla vita politica. Fu consigliere comunale e sindaco di Comiso, dove fondò una distilleria; consigliere provinciale di Siracusa per oltre mezzo secolo, nonché più volte deputato provinciale e presidente della provincia. Fu eletto due volte deputato e nominato senatore a vita nel 1904.